# Communauté de communes du Lunévillois
Die Communauté de communes du Lunévillois ist ein ehemaliger französischer Gemeindeverband mit der Rechtsform einer Communauté de communes im Département Meurthe-et-Moselle in der Region Grand Est. Sie wurde am 20. Dezember 1996 gegründet und umfasste 15 Gemeinden. Der Verwaltungssitz befand sich im Ort Lunéville.

## Historische Entwicklung
Mit Wirkung vom 1. Januar 2017 fusionierte der Gemeindeverband mit der Communauté de communes des Vallées du Cristal
und bildete so die Nachfolgeorganisation Communauté de communes du Territoire de Lunéville à Baccarat.

## Ehemalige Mitgliedsgemeinden
1. Bénaménil
2. Chanteheux
3. Chenevières
4. Croismare
5. Hériménil
6. Jolivet
7. Laneuveville-aux-Bois
8. Laronxe
9. Lunéville
10. Manonviller
11. Marainviller
12. Moncel-lès-Lunéville
13. Saint-Clément
14. Thiébauménil
15. Vitrimont